# Léon Geoffray
Pour les articles homonymes, voir Geoffray.
Léon Geoffray, né le 1er octobre 1852 à Passy et mort le 25 décembre 1927 dans le 16e arrondissement de Paris, est un diplomate français à l'origine de l'Entente cordiale, puis ambassadeur de France à Madrid.

## Biographie
Léon Marcel Isidore Geoffray est né à Passy (annexé depuis à Paris) le 1er octobre 1852. Son père, Pierre-Joseph Geoffray (1804-1886), propriétaire, est un ancien financier à Lyon où il dirigeait « une maison de soieries des plus importantes ». Sa mère, née Juliette (dite Julie) Joséphine Sauvage de La Martinière, est réputée pour sa piété et sa générosité,.
Le jeune Léon et son frère Marcel sont éduqués à Passy par leur mère, avec un précepteur, M. Caillet. Le programme suivi et l'horaire quotidien sont ceux du lycée Louis-le-Grand.

### Études, débuts dans la diplomatie
Léon Geoffray effectue ensuite des études de droit, devient docteur en droit en soutenant une thèse sur l'emphytéose, publiée en 1875. Avocat à la cour d'appel de Paris, il choisit d'entrer dans la carrière diplomatique et réussit « brillamment » le concours des Affaires étrangères.
Il est d'abord attaché au service du contentieux au ministère des affaires étrangères en 1877, puis à l'ambassade de Constantinople de 1877 à 1879. Il est de nouveau au service du contentieux au ministère des affaires étrangères, à partir de 1879. Il y gravit les échelons de commis principal en 1883, rédacteur en 1886, secrétaire d'ambassade en 1891, avec effet rétroactif. En 1892-1894, il participe aux travaux de diverses commissions. Il devient la « cheville ouvrière » du contentieux de la direction politique, y résout de nombreuses affaires importantes, et aurait pu en recevoir la direction.

### Londres: l'Entente cordiale

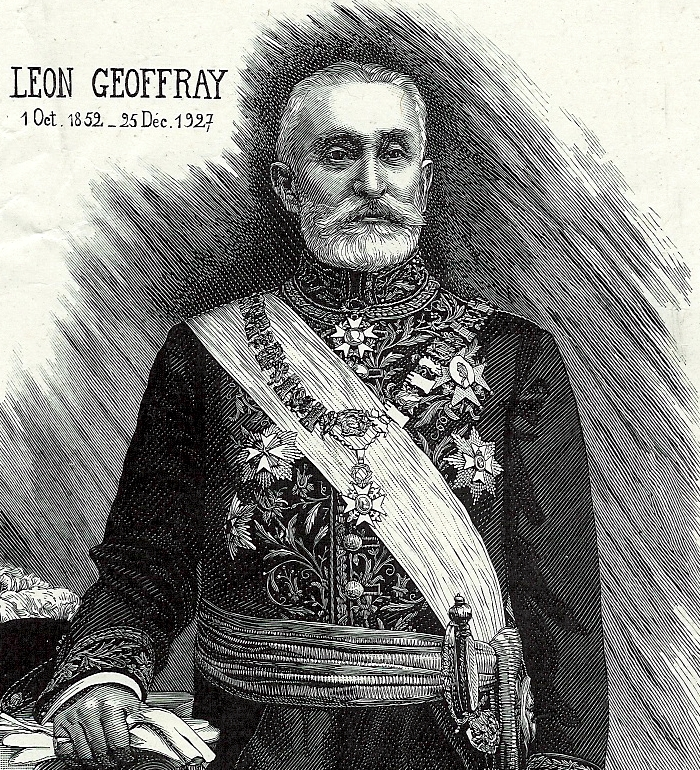
Léon Geoffray.

Léon Geoffray est nommé premier conseiller à l'ambassade de Londres, à partir de 1895, avec le grade de secrétaire première classe, puis de ministre plénipotentiaire en 1896. Il y constate un état d'esprit très anti-français ; il en rend compte dans ses rapports, et écrit le 9 août 1898, au moment de l'occupation française de Fachoda : 

« On se dit que le Français est l'adversaire-né de l'Angleterre (...) Si bien que, sans désirer un conflit armé avec notre pays, une certaine partie de la nation anglaise s'habitue à l'idée que ce conflit peut éclater un jour, et même qu'il ne saura manquer d'éclater. »

Mais il s'attache passionnément à l'apaisement, et à la réalisation d'une alliance entre l'Angleterre et la France. Pour y parvenir, malgré la crise de Fachoda, il n'hésite pas à faire à plusieurs reprises la navette entre les deux pays pour convaincre à la fois son supérieur hiérarchique Paul Cambon, vite convaincu, son ministre Théophile Delcassé, le gouvernement britannique et le gouvernement français. Il prépare et accompagne les visites respectives d'Édouard VII à Paris, et du président Loubet à Londres. Il participe ainsi activement à la réalisation et au maintien de l'Entente cordiale, signée en 1904.
Lors de son départ de Londres en 1908, Édouard VII lui remet à titre exceptionnel les insignes de Grand Croix de l'Ordre de Victoria, qui n'avaient jamais été remis à un ministre plénipotentiaire. Léon Geoffray part alors pour Le Caire, où il est consul général de 1908 à 1910.

### Ambassadeur de France à Madrid

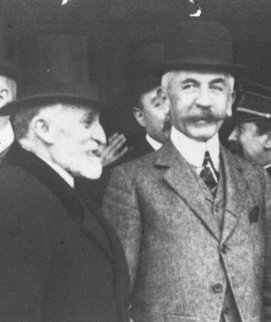
Ambassadeur à Madrid, Geoffray y accueille Lyautey (à droite) en mars 1914.

Il est nommé en juillet 1910 ambassadeur de France à Madrid, auprès du roi Alphonse XIII. Il contribue alors à assurer à la France la neutralité de l'Espagne qui repousse les offres de l'Allemagne. Mais en octobre 1917 il est démis de ses fonctions, à la suite de la crise des relations franco-espagnoles.
Léon Geoffray est mort à Paris le 25 décembre 1927. Il est enterré au cimetière de Passy.
Il était propriétaire du château des Vaulx (XVIIe s.) à Saint-Julien-de-Civry en Saône-et-Loire, et chargea le paysagiste Achille Duchêne d'en aménager le parc vers 1900.
Il avait épousé Louise Marcotte de Quivières, petite-fille de Philippe Marcotte de Quivières, dont il a deux fils : Pierre Geoffray (1884-1975), époux de Marie de Chabaud-Latour, et Edme Geoffray (1886-1926), croix de guerre 1914-1918.
Sa correspondance privée, notamment avec Lyautey, a été préemptée en 1994 par le ministère des Affaires étrangères (368PAAP).

## Principales décorations
- Commandeur de la Légion d'honneur, 26 janvier 1912[3].
- Chevalier grand-croix de l'Ordre royal de Victoria (GCVO - Knight Grand Cross of the Royal Victorian Order)[10].
- Grand-croix avec collier de l'Ordre de Charles III d'Espagne.
- Officier du mérite agricole, 1908[3].

## Sources bibliographiques
- Emmanuel de Las Cases, Léon Geoffray, ambassadeur de France, Paris, 1928, 78 p..
- « Léon Geoffray », dans Larousse du XXe siècle, 1927-1933.
- Noël Dorville et G. Gounouilhou, Les promoteurs de l'Entente Cordiale : galerie de portraits, 1909.
- In Memoriam : Léon Geoffray, Paris, 1928, 106 p.
- Jean-Marc Delaunay, Méfiance cordiale : Les relations métropolitaines franco-espagnoles de la fin du XIXe siècle à la Première Guerre mondiale, Paris, L'Harmattan, 2010, 915 p. (ISBN 978-2-296-13082-1 et 2-296-13082-8, lire en ligne), p. 125-128 et autres [extraits en ligne].
- Le Journal des débats, 1928.
- Bormans, « Léon Geoffray, ambassadeur de France », Journal des débats,‎ 7 février 1928, p. 2